# Radio Nacional Viedma
Radio Nacional Viedma es una emisora de radio argentina que transmite en 1150 kHz por AM y 93.5 MHz por FM desde la ciudad de Viedma, Provincia de Río Negro. Su área de emisión incluye el este de Río Negro y el sur de la provincia de Buenos Aires.
La estación radial inició sus transmisiones regulares el 14 de diciembre de 1987. La provincia posee también otras tres emisoras en la zona cordillerana.
La emisora retransmite parte de la programación de Radio Nacional Buenos Aires (cabecera de Radio Nacional Argentina), completando con programas propios de la estación.